# Abdalaati Iguider
Abdalaati Iguider (25 de marzo de 1987) es un corredor marroquí que se especializa en los 1500 metros. Es el medallista de bronce de los Juegos Olímpicos de Londres 2012 y el Campeón del Mundial en Pista Cubierta.

## Mejores registros personales
- 800 metros - 1:42.14 min (2007)
- 1000 metros - 2:19.14 (2007)
- 1500 metros - 3:28.47 min (2009)
- Milla - 3:51.78 (2012)
- 3000 metros - 7:30.09 (2016)
- 5000 metros - 13:09.17 (2012)
- 1000 metros - Pista Cubierta - 2:19.33 (2005)
- 1500 metros - Pista Cubierta - 3:34.10 (2012)
- 3000 metros - Pista Cubierta - 8:00.51 (2006)

| Año                       | Competición                                                 | Lugar                     | Posición                  | Evento                    | Registro                  |
| Representando a Marruecos | Representando a Marruecos                                   | Representando a Marruecos | Representando a Marruecos | Representando a Marruecos | Representando a Marruecos |
| ------------------------- | ----------------------------------------------------------- | ------------------------- | ------------------------- | ------------------------- | ------------------------- |
| 2004                      | Campeonato Mundial Junior de Atletismo de 2004              | Grosseto, Italia          | 1º                        | 1500 m                    | 3:35.53 (CR)              |
| 2005                      | Atletismo en los Juegos Islámicos de la Solidaridad de 2005 | La Meca, Arabia Saudita   | 5º                        | 1500 m                    | 3:50.01                   |
| 2006                      | Campeonato Mundial Junior de Atletismo de 2006              | Pekín, China              | 2.º                       | 1500 m                    | 3:40.73                   |
| 2006                      | Final Mundial de Atletismo de 2006                          | Stuttgart, Alemania       | 11º                       | 1500 m                    | 3:35.88                   |
| 2007                      | Campeonato Mundial de Atletismo de 2007                     | Osaka, Japón              | 29º (q)                   | 1500 m                    | 3:43.25                   |
| 2008                      | Juegos Olímpicos de Pekín 2008                              | Pekín, China              | 5º                        | 1500 m                    | 3:34.66                   |
| 2009                      | Juegos Mediterráneos de 2009                                | Pescara, Italia           | 3º                        | 1500 m                    | 3:38.66                   |
| 2009                      | Campeonato Mundial de Atletismo de 2009                     | Berlín, Alemania          | 11º                       | 1500 m                    | 3:38.35                   |
| 2010                      | Campeonato Mundial de Atletismo en Pista Cubierta de 2010   | Doha, Catar               | 2º                        | 1500 m                    | 3:41.96                   |
| 2011                      | Campeonato Mundial de Atletismo de 2011                     | Daegu, Corea del Sur      | 5º                        | 1500 m                    | 3:36.56                   |
| 2012                      | Campeonato Mundial de Atletismo en Pista Cubierta de 2012   | Estambul, Turquía         | 1º                        | 1500 m                    | 3:45.21                   |
| 2012                      | Juegos Olímpicos de Londres 2012                            | Londres, Inglaterra       | 3º                        | 1500 m                    | 3:35.13                   |
| 2012                      | Juegos Olímpicos de Londres 2012                            | Londres, Inglaterra       | 6º                        | 5000 m                    | 13:44.19                  |
| 2013                      | Campeonato Mundial de Atletismo de 2013                     | Moscú, Rusia              | 21º (sf)                  | 1500 m                    | 3:44.36                   |